# David Wheeler

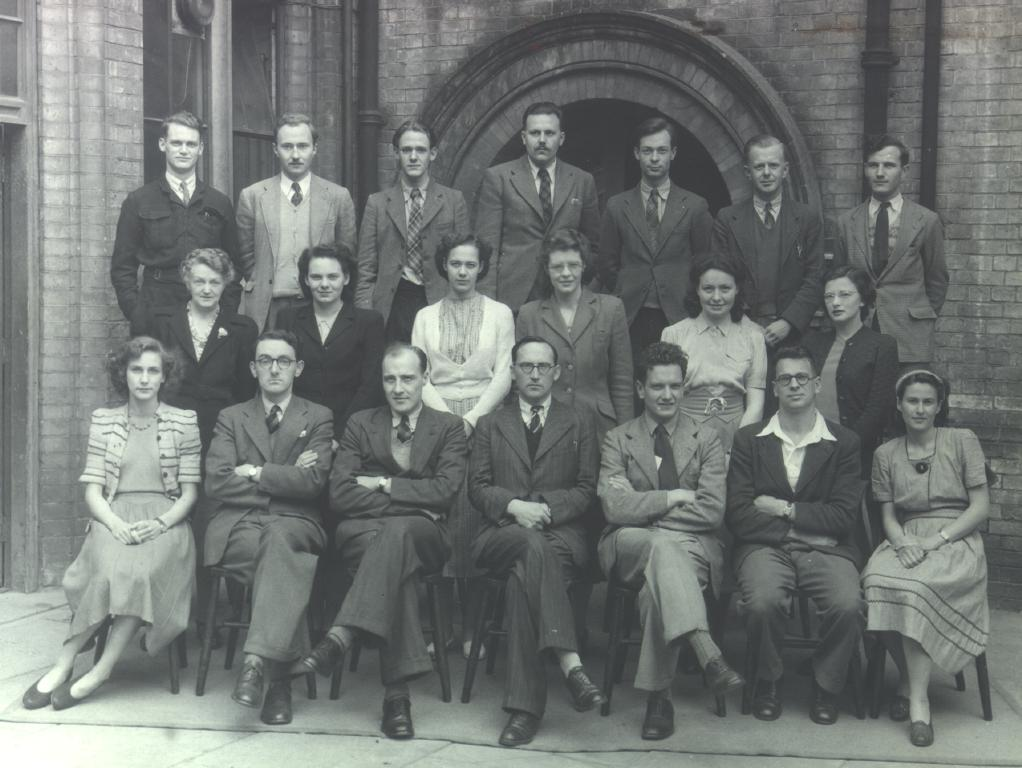
David Wheeler, onderste rij, tweede van rechts

David John Wheeler (9 februari 1927 - 13 december 2004) was een Britse informaticus. Hij werkte mee aan de oorspronkelijke EDSAC computer en de Burrows Wheeler transformatie, en schreef het eerste computerprogramma dat ooit in het werkgeheugen van een computer werd opgeslagen. Hij was pionier in het gebruik van subroutines en wordt vooral herinnerd voor zijn werk op datacompressie. Ook heeft Wheeler zich met cryptografie beziggehouden.
David Wheeler wordt geboren in Birmingham in Engeland. In 1945 krijgt hij een beurs voor het Trinity College van de universiteit van Cambridge, waar hij wiskunde gaat studeren. In 1948 neemt hij zijn Bachelor of Arts-diploma in ontvangst, en gaat werken als onderzoeker bij de Britse onderzoeksgroep die aan de EDSAC werkt. Wheeler ontvangt zijn doctoraal aan het computerlaboratorium van de universiteit in 1951, in onderzoek met de titel "Automatic computing with the EDSAC" (Automatisch berekenen met de EDSAC). Zijn onderzoek leidt tot een Fellowship aan het Trinity College, en de twee jaar daarop besteedt hij aan onderzoek aan de universiteit van Illinois, waar hij meehelpt met het ontwerp van een programmeersysteem voor de ORDVAC en de ILLIAC. Wanneer hij in 1953 weer in Cambridge terugkeert, ontwerpt hij uitbreidingen voor de EDSAC, zoals een indexregister en een programmeersysteem voor de EDSAC 2. Vanaf dat moment werkt hij aan onder meer de Titan, de "Cambridge Ring", de CAP-computer, datacompressie en beveiliging.
In 1970 wordt hij verkozen als Fellow van de Britse "Computing Society" en in 1981 (of 1983, bron 1 en 2 spreken elkaar hierin tegen) wordt hij Fellow van de "Royal Society". Hij is daarmee een van de eerste computerwetenschappers die op deze manier geëerd wordt. In 1985 ontvangt hij de "Computer Pioneer Award" van de IEEE voor zijn bijdragen aan assembler, en in oktober 2003 wordt hij Fellow van het museum van computergeschiedenis voor zijn uitvinding van de gesloten subroutine, zijn bijdragen aan de ILLIAC, de "Cambridge Ring" en voor het testen van computers. In 1994 gaat Wheeler met emeritaat, maar hij blijft zijn werk in het computerlaboratorium vervolgen tot zijn dood in 2004.
Wheeler heeft gewerkt op de universiteiten van Illinois, Sydney in Australië, en Californië. Verder is hij adviseur geweest in verscheidene organisaties, inclusief "Bell Laboratories" en "Digital Equipment Corporation Western Research Laboratory".